# 知って得するゼミナール
『知って得するゼミナール』（しってとくするゼミナール）は、1984年10月26日から1985年10月2日までテレビ東京系列局で放送されていたテレビ東京製作のクイズ番組である。全41回。

## 概要
前番組『5夜連続シリーズ スーパーTV』で繰り返し行われていたゼミナール企画を単独番組化したもので、毎回様々なテーマでアンケートを取り、その集計結果を基にクイズを作成していた。特に血液型に関するテーマが多かった。
この番組が最終回直前の回と最終回に実施した「豪華日本一ゼミナール」は後に単独番組化し、1986年7月から『豪華究極ゼミナール』と題して放送されていた。

## 放送時間
いずれも日本標準時。
- 金曜 20:00 - 20:54 （1984年10月26日 - 1985年6月21日）
- 水曜 20:00 - 20:54 （1985年7月3日 - 1985年10月2日）
- このほか、レギュラー放送開始前の1984年10月12日（金曜） 20:00 - 21:51 にも直前スペシャルを放送。

## 出演者

### 司会
- 土居まさる
- 見城美枝子

### コントレギュラー
- 岩城徳栄
- ゆーとぴあ

## テーマ・サブタイトル
1. 血液型
2. 嫁と姑
3. 出世と金もうけ
4. 男性の浮気と血液型 (1)
5. 男性の浮気と血液型 (2)
6. 夫の出世と（秘）妻の事件
7. 血液型別酒グセ
8. 血液型別男女の（秘）恋人
9. '85あなたの金運!恋愛!仕事運
10. 必見!見合い結婚と血液型
11. 男の出世!妻の幸福
12. 血液型と縁起ジンクス
13. 血液型と礼儀マナー
14. 血液型・若さの秘密
15. 血液型・亭主操縦法
16. 血液型とマイホーム
17. 血液型・ケチと財産づくり
18. 血液型と近所づき合い
19. 血液型とオシャレ感覚
20. 旅と血液型
21. 血液型ミエとお金大研究（19:30 - 20:54の拡大版で放送）
22. 女性の金もうけと血液型
23. 料理上手と血液型の秘密
24. お金とレジャー大作戦
25. ストレス撃退法と血液型
26. 出世する男ダメ男大研究
27. 男のウソ女のウソ
28. カラダと権力
29. 縁起とタブー
30. ボーナスと貯蓄
31. マイホーム（ここまで金曜ゴールデンタイム時代に放送）
32. （秘）忘れ物の行方（これ以降は水曜ゴールデンタイム時代に放送）
33. 必見!美しくなる（秘）夏バテ防止法
34. 安産のための水中大特訓
35. 血液型（秘）子供に勉強させる法
36. 特報!あなたも出来る主婦の金もうけ
37. 特報!ラーメン・カレー超豪華大特集
38. 最新サバイバル特報!
39. 便秘・肩コリ最新療法
40. 豪華日本一ゼミナール (I)
41. 豪華日本一ゼミナール (II)

（参考：毎日新聞 ラジオ・テレビ欄）